# Szent Lándzsa

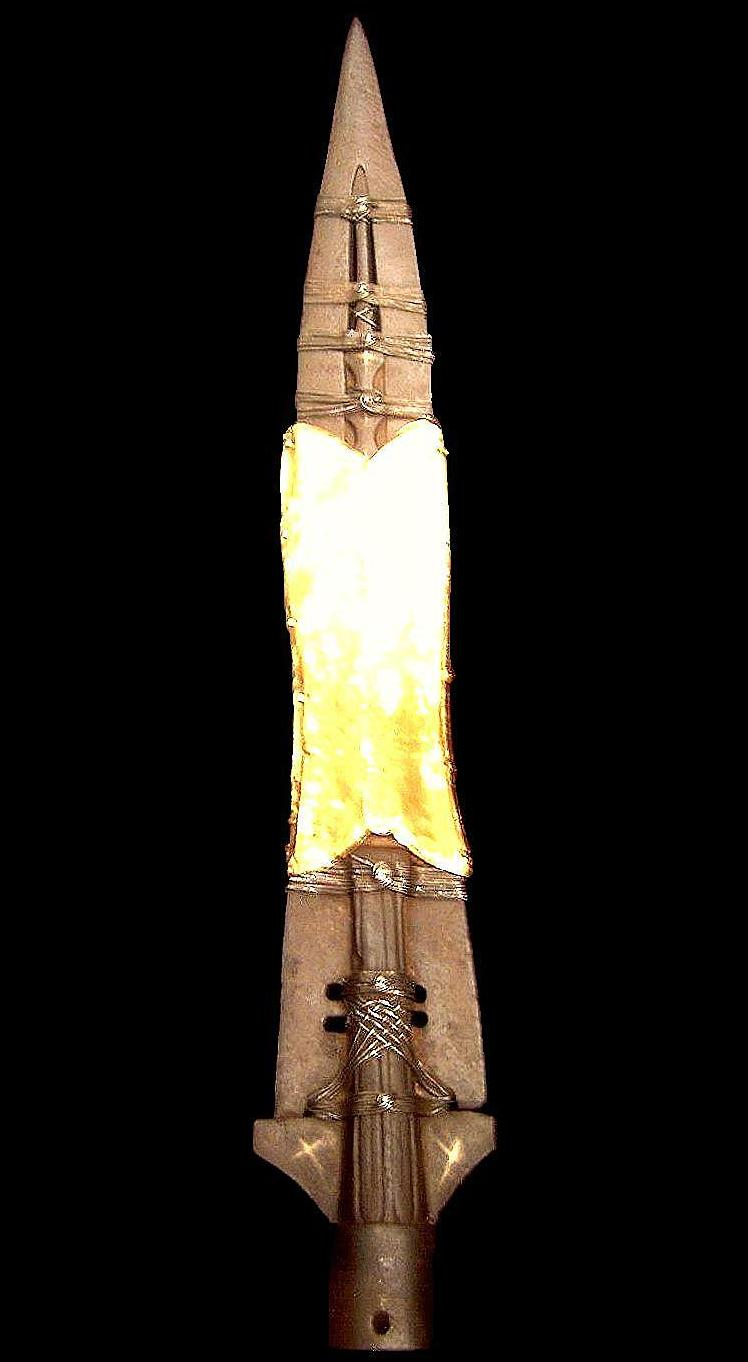
A hagyomány szerint Aetius a Szent Lándzsa csodatévő erejével győzte le Attilát, Theodosius a gótokat, segítségével győzte le ellenfeleit Martell Károly és Nagy Károly. Ademarus Cabannensis francia krónikairó adatai szerint III. Ottó német-római császár a lándzsát Szent István királyunknak adta nászajándékba. Az ereklye később a Hohenstaufen-dinasztiához, s végül a Habsburgokhoz
került, ma a bécsi Schatzkammerben a Habsburgok volt kincstárában őrzik

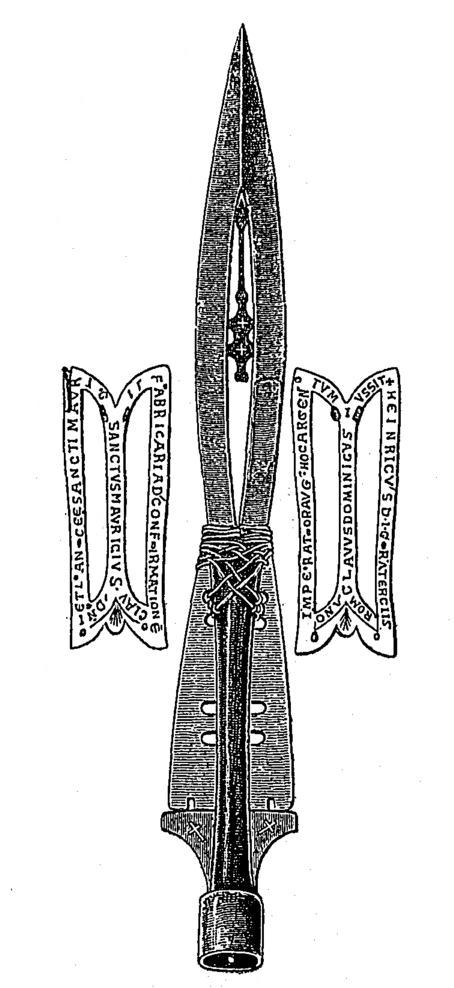
Részletező rajz a lándzsáról, a lándzsa ereklyét egy frank szárnyaslándzsából alakították ki úgy, hogy a pengéjébe egy hosszanti nyílást vágtak, s ebbe erősítették ezüst dróttal a „Jézus keresztjének szent szöge” ereklyét

A Szent Lándzsa vagy Longinuszlándzsa (latinul Lancea Longini) a legenda szerint az a lándzsa, amely állítólag átszúrták a keresztre feszített Jézus oldalát. A kereszténység bizonyos egyházaiban az egyik legnagyobb ereklye.
A történelem során több lándzsáról (vagy annak részeiről) is állították, hogy azzal döfték át Krisztust.

## Bibliaiutalások
A lándzsáról egyedül János evangéliumában esik szó. Máté, Márk és Lukács nem tesz említést róla. A történet szerint a rómaiak arra készültek, hogy eltörik Jézus lábát. A crurifragium bevett szokás volt akkoriban, és a kereszthalál meggyorsítására szolgált. Ám mire a kereszthez értek, hogy eltörjék a lábát, Jézus már meghalt. Hogy megbizonyosodjanak erről, egy római centurio, akit Longinusnak neveztek és aki Poncius Pilátus proconsul hivatalos képviselőjeként volt jelen, oldalba szúrta lándzsájával.
Hanem egy a vitézek közül dárdával döfé meg az ő oldalát, és azonnal vér és víz jőve ki abból.
A jelenséget Órigenész, keresztény tudós, csodának tartotta. A katolikus vallás szerint a vér és a víz jelképezi a keresztséget és az eucharisztiát, avagy úrvacsorát.

## Longinus
A Jézust oldalba szúró katona nevét a Biblia nem említi. A legrégebbi ismert forrás szerint a név egy negyedik században íródott apokrif iratból, a Nicodémus Evangéliumból származik.
A név szintén feltűnik a Rabula Evangéliumban amely jelenleg a firenzei Laurentian könyvtárban található. A képen a 
LOGINOS (ΛΟΓΙΝΟC) név annak a katonának a feje fölött van aki éppen Jézust szúrja meg a lándzsával. Ez a legkorábbi írásos utalás a névre.

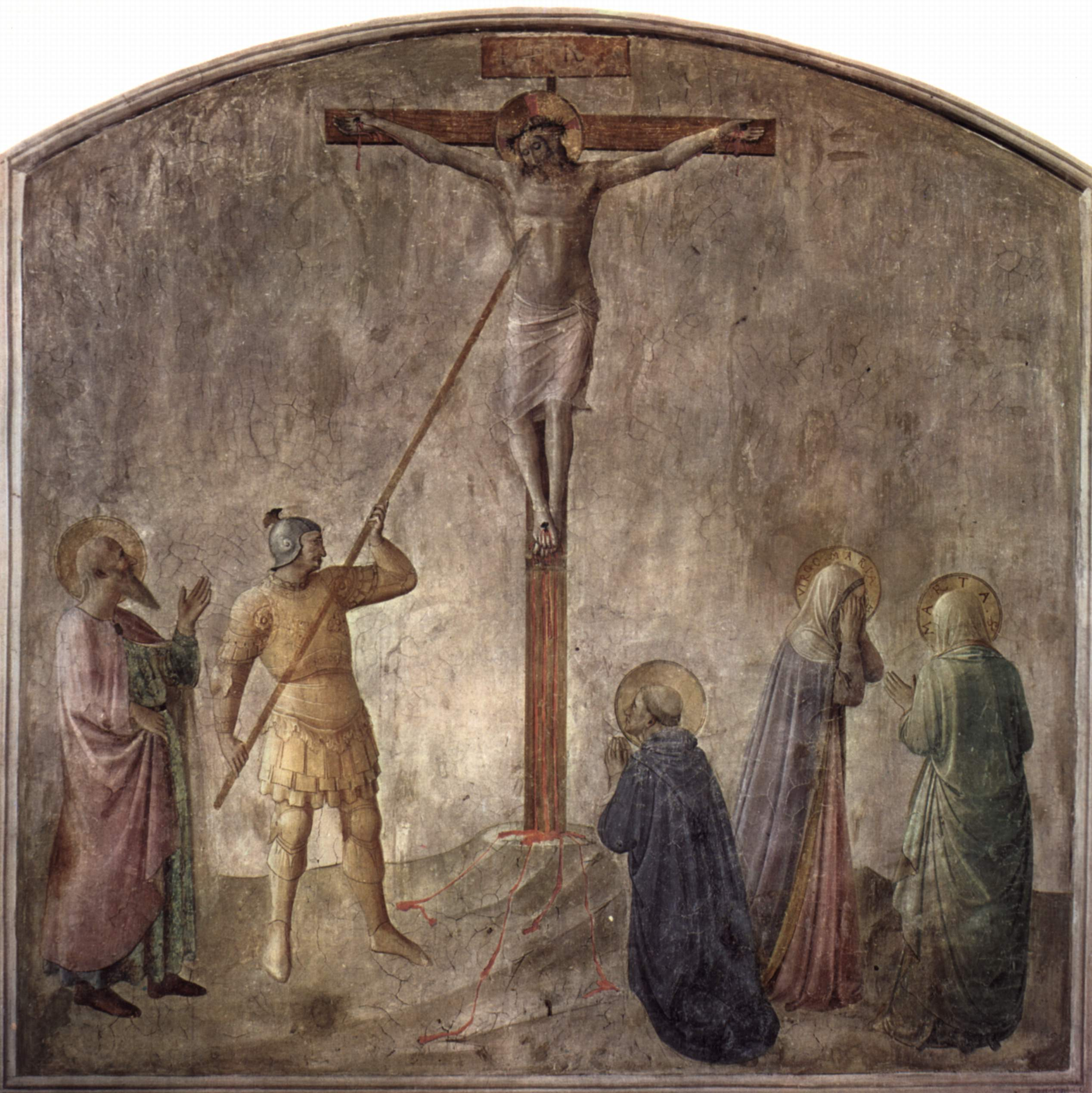
Jézus oldalát megsebzi a lándzsa, Fra Angelico (1440), San Marco-kolostor, Firenze
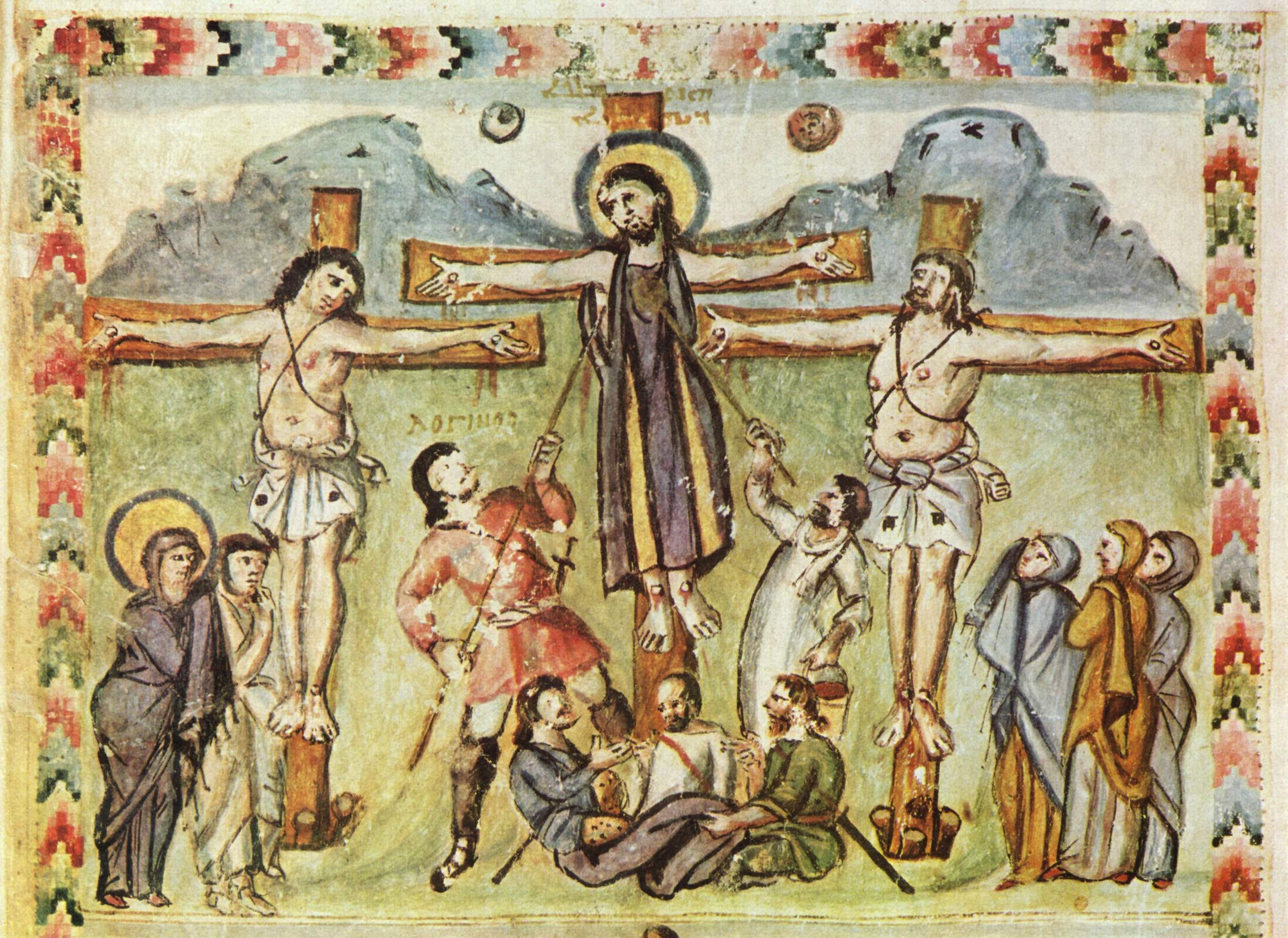
Rabula-evangélium miniatúrája (Firenze, Biblioteca Laurenziana)
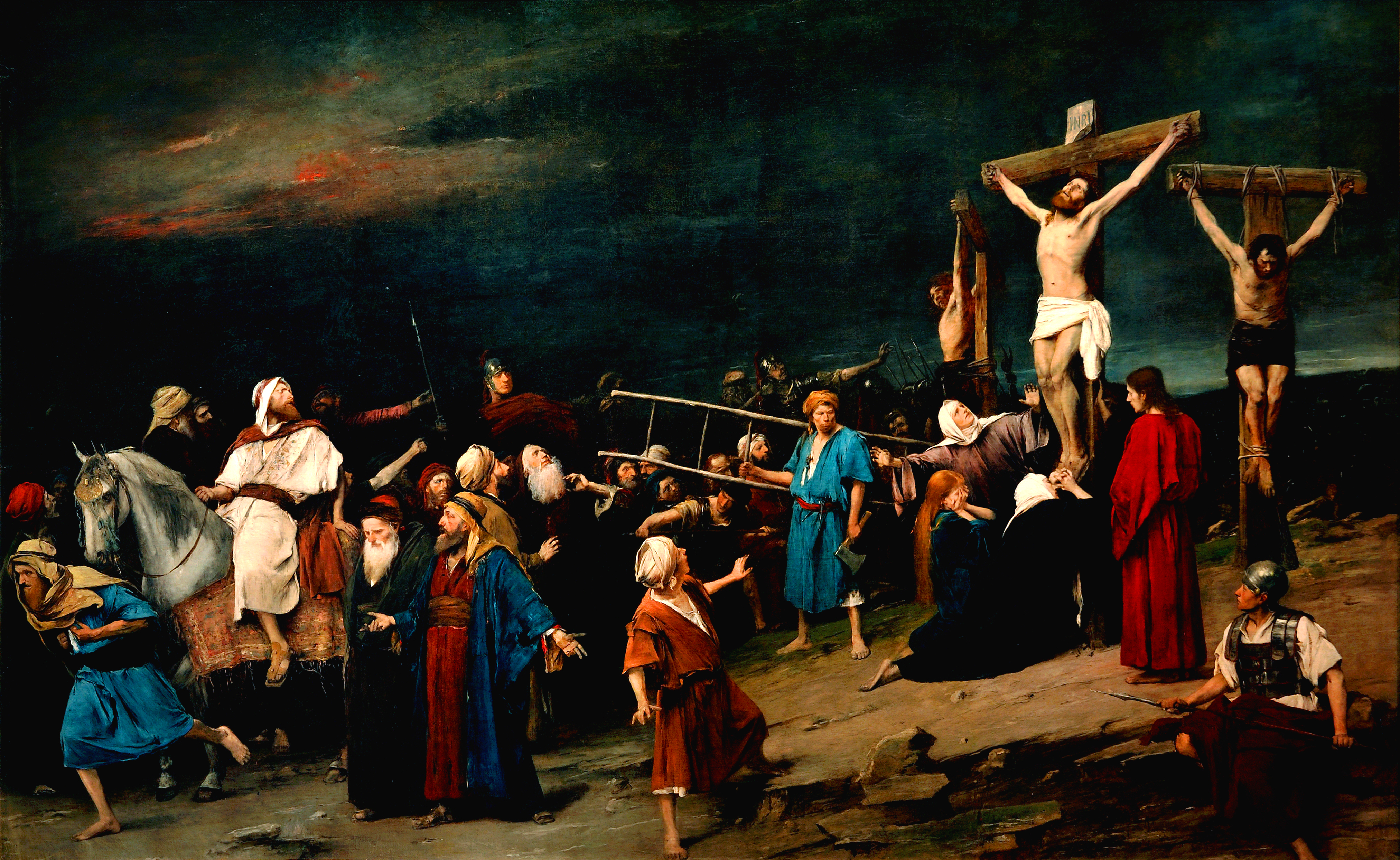
Munkácsy Mihály: Golgota

## Lándzsa-ereklyék

### A vatikáni lándzsa
1492-ben II. Bajazid szultán ajándékozta VIII. Ince pápának (1484-92), azt állítván, hogy egy szentföldi keresztény templomból zsákmányolta. Az ajándékozásnak ugyanis politikai célja volt. A szultán féltestvérét, a trónkövetelő Dzsem herceget a pápai sereg foglyul ejtette. A római Angyalvárban őrizték. Bajazid nem akarta, hogy szabadlábra kerüljön. Kérte a pápát, hogy tartsa továbbra is fogságban. Ezért küldött ajándékokat VIII. Incének, aki különösen örült a szentföldi ereklyéknek. A szegény Dzsem herceget, aki poéta is volt, elvitték Nápolyba, de útközben megmérgezték. A lándzsa-ereklye hitelességéhez sok kétség tapad. Egyetlen érdekes körülmény a történetében az, hogy a római lándzsa hegye hiányzik. Ezt a letörött lándzsahegyet megtalálták Párizsban. Még IX. Lajos francia király hozta magával a Szentföldről 1254-ben.

### A bécsi lándzsa
A bécsi Hofburg Kincstárában gondosan őriznek egy különös lándzsahegyet, a 23 centiméter hosszú, 14. századi aranyhüvelyben őrzött tárgynak csodálatos erőt tulajdonítottak a középkor német uralkodói. Úgy hitték, hogy a fontos hadi sikereik többségét annak köszönhetik, hogy ezt a legendás fegyvert magukkal vitték a csatáikba.
A Schatzkammer kincstárának gazdag ereklyetára sok relikviát" őriz, de a legnagyobb hírnévnek a "Longinus lándzsája" elnevezésű ereklye örvend. I. Henrik német király korában került a királyi kincsek közé a »szent lándzsa«. A középkorban az uralmi jelvények és ereklyék közé számították. Ez vonatkozott a Krakkóban meglévő másolatára, amelyet III. Ottó német-római császár készíttetett Lengyelország hercege számára, ami az »igazi lándzsa« beleolvasztott darabkája révén részesült annak erejében.
Az István király pénzén, a Lancea Regis dénáron ábrázolt lándzsa a feltételezések szerint alátámasztja Adémar de Chabannes kortárs francia krónikaíró közlését – amely az első és egyetlen írásos forrás István lándzsájával kapcsolatban –, aki eszerint III. Ottó császár a magyarok urának „megengedte, hogy teljes szabadsággal királysága legyen, engedelmet adva neki arra, hogy mindenhol szent lándzsát hordoztasson, amint az magának a császárnak szokása, és az Úr szegeiből és Szent Móric lándzsájából saját lándzsáján való ereklyéket engedett át neki." Történészek valószínűsítik, hogy III. Ottó német-római császár a lándzsahegyet Istvánnak, vagy apjának Gézának adományozta, hatalmi jelképnek.

### Az antiókhiai lándzsa
Az I. keresztes hadjárat idején, Antiokheia 1098-as ostromakor egy Péter Bertalan nevű szerzetesnek látomása volt; Szent András jelent meg előtte, aki elmondta neki, hogy a Szent Lándzsa a Szent Péter-bazilika padlózata alatt van eltemetve. A lándzsatöredéket IV. Rajmund toulouse-i gróf jelenlétében találták meg, aki a későbbiek folyamán is hitt annak valódiságában.[forrás?] Bár sokan kétségbe vonták a szerzetes látomását és nem hittek az ereklye valódiságában, azonban az ostromba belefáradt katonák számára az esemény mindenképpen ösztönzőleg hatott.